# Nemanja Anđušić
Nemanja Anđušić (sinh 17 tháng 10 năm 1996) là một cầu thủ bóng đá Bosna và Hercegovina, thi đấu cho Sarajevo.

## Sự nghiệp câu lạc bộ
Anh ra mắt tại Giải bóng đá ngoại hạng Bosna và Hercegovina cho Leotar ngày 6 tháng 4 năm 2013 trong trận đấu với Gradina.